# Achim Müller
Achim Müller (Detmold, 14. veljače 1938. – ?, 28. veljače 2024.) bio je njemački znanstvenik.

## Akademska karijera
Achim Müller studirao je kemiju i fiziku na Sveučilištu u Göttingenu gdje je i doktorirao (1965.) te prošao postupak habilitacije (1967.). 1971. postaje profesorom na Sveučilištu u Dortmundu, a 1977. preuzima katedru Anorganske kemije na Sveučilištu u Bielefeldu. Njegov istraživački rad uključuje sintezu spojeva prijelaznih metala, spektroskopska ispitivanja i teorijske izračune. Kroz istraživanja objedinjuje niz znanstvenih područja poput nanokemije, bioanorganske kemije, uključujući procese biološke fiksacije dušika, molekulskog magnetizma, molekulske fizike te povijesti i filozofije znanosti. Objavio je oko 900 izvornih znanstvenih radova u više od 100 znanstvenih časopisa iz različitih područja, preko 40 preglednih radova i suurednik je 14 knjiga. Achim Müller član je nekoliko nacionalnih i međunarodnih akademija (npr. Nationale Akademie der Wissenschaften Leopoldina, Poljske akademije znanosti, Indijske nacionalne akademije znanosti), a također je dobitnik brojnih priznanja (počasnih doktorata, titule počasnog profesora, počasnih članstava te počasnih pozvanih predavanja) i nagrada (npr. Memorijalne nagrade Alfred Stock 2000, Nagrade Gay-Lussac/Humboldt 2001, Nagrade Sir Geoffrey Wilkinson 2001). Europsko istraživačko vijeće (ERC) dodijelilo mu je 2012. godine "Advanced Grant", prestižnu financijsku potporu za istraživanje.

## Istraživanje
Njegova istraživanja se temelje na "bottom-up" principu sinteze poroznih nanoklastera i njihovoj uporabi kao funkcionalnih materijala.To uključuje:
- proučavanje procesa, uključujući i katalitičkih, koji se zbivaju unutar polioksometalatnih nanokapsula (kapsule se odlikuju porama koje se zatvaraju stupnjevito te unutrašnjošću kojoj se može podešavati funkcionalnost)
- istraživanje hidrofobnog efekta; podešavanjem hidrofobnosti unutrašnje stijenke kapsule moguće je, primjerice, utjecati na vodu vezanu unutar kapsule
- ispitivanje kemijske prilagodljivosti nanomaterijala
- multi-supramolekulsku kemiju na površini polioksometalatnih nanokapsula
- modeliranje transporta kationa kroz “membrane” nastale udruživanjem polioksometalatnih klastera te razdvajanje kationa pomoću polioksometalatnih nanokapsula koje djeluju kao “nanoionski kromatografi”
- proučavanje svojstava supramolekulskih agregata polioksometalatnih klastera (vezikula)
- koordinacijsku kemiju na površini, u porama i u šupljinama nanokapsula
- proučavanje procesa vezanja tvari unutar kapsula općenito kao i reakcija koje se zbivaju u ograničenim prostorima
- vezanje polioksometalatnih nanoklastera na različite podloge kao što su filmovi ili jednoslojevi te povezivanje klastera u plinovitoj fazi
- primjere supramolekulskog/kemijskog darvinizma
- jedinstvene molekulske magnete

Izniman Müllerov doprinos znanosti predstavljaju otkrića klastera sfernog oblika (Keplerata), koji sadrže 132 atoma molibdena (Mo132), promjera približno 3 nm, te njihovih derivata, zatim klastera koji imaju oblik kotača, u čiji sastav ulazi 154 atoma molibdena (Mo154) (izvor [1] i) te klastera čiji oblik podsjeća na ježa, poznat i kao “plavi limun”  
(Mo368), čija je jedna dimenzija čak 6 nm.Ovi su spojevi privukli pažnju znanstvenika ne samo zbog njihovih dimenzija već i zbog njihovih jedinstvenih svojstava zbog kojih ih je moguće svrstati u skupinu nanomaterijala. Veličina ovih klastera može se slikovito dočarati usporedbom s molekulom kisika. Ako se kao mjerna jedinica uzme udaljenost između dva atoma kisika unutar molekule (0,12 nm), tada je u usporedbi s njom jedna od dimenzija klastera Mo368 čak 50 puta veća. Müllerov rad također pokazuje kako sferne, porozne kapsule mogu poslužiti kao modelni sustavi za proučavanje procesa koji se zbivaju u živoj stanici, poput ionskog transporta. Svi navedeni klasteri pripadaju skupini spojeva koji se nazivaju polioksometalati, a neki od njih pripadaju i grupi spojeva poznatijih kao “molibdensko plavo”.  Ovi su spojevi predmet istraživanja mnogih znanstveno-istraživačih skupina diljem svijeta, posebice onih koje se bave znanošću o materijalima.

## Osobni podaci
Voli grčku filozofiju, klasičnu muziku i planinarenje. Od ranog djetinjstva gaji ljubav prema šumskim pticama, koju mu je usadio njegov otac. 

## Vanjske poveznice
- Osobna stranica  Arhivirana inačica izvorne stranice od 22. srpnja 2010. (Wayback Machine)
- Laudatio J. Cluster Science[neaktivna poveznica]
- Povodom dodjele Nagrade Sir Geoffrey Wilkinson[neaktivna poveznica]
- Poseban broj časopisa Inorganica Chimica Acta (životopis)[neaktivna poveznica]